# Öttusa a 2008. évi nyári olimpiai játékokon
A 2008. évi nyári olimpiai játékokon az öttusában a férfiak részére augusztus 21-én, a nők részére augusztus 22-én rendezték a versenyt Pekingben. A futás és a lovaglás az Olimpiai Sportközpontban zajlottak, az úszás a Ying Tung Natatoriumban, az vívás és a lövészet pedig az Olympic Green Convention Centreben reggel fél kilenctől este nyolc óráig tartottak a három különböző helyszínen. Férfi és női kategóriában osztanak érmeket ezen a versenyszámon.

## Kvalifikáció
Egy ország – a férfi és a női versenyszámban egyaránt – legfeljebb két-két versenyzőt indíthatott.
| Verseny                     | Dátum                       | Házigazda      | Kvótaszám |
| --------------------------- | --------------------------- | -------------- | --------- |
| 2007-es világbajnokság      | 2007. augusztus 16–21.      | Berlin         | 3         |
| 2007-es világkupa           | 2007. szeptember 15–16.     | Peking         | 1         |
| 2007-es Afrika-bajnokság    | 2007. február 22–25.        | Kairó          | 1         |
| 2007-es Ázsia-bajnokság     | 2007. május 8–14.           | Tokió          | 5         |
| 2007-es Óceánia-bajnokság   | 2007. május 8–14.           | Tokió          | 1         |
| 2007-es pánamerikai játékok | 2007. július 21–22.         | Rio de Janeiro | 4         |
| 2007-es Európa-bajnokság    | 2007. június 6–13.          | Riga           | 8         |
| 2008-as világbajnokság      | 2008. május 29. – június 3. | Budapest       | 3         |
| Világranglista              | 2008. június 1.             | –              | 8         |
| Rendező ország              | –                           | –              | 1         |
| Meghívott versenyzők        | –                           | –              | 2         |
| Összesen                    |                             |                | 36        |

## Éremtáblázat
(Az egyes számoszlopok legmagasabb értéke, illetve értékei vastagítással kiemelve.)
| A 2008. évi nyári olimpiai játékok éremtáblázata öttusában | A 2008. évi nyári olimpiai játékok éremtáblázata öttusában | A 2008. évi nyári olimpiai játékok éremtáblázata öttusában | A 2008. évi nyári olimpiai játékok éremtáblázata öttusában | A 2008. évi nyári olimpiai játékok éremtáblázata öttusában | Olimpia  |
| ---------------------------------------------------------- | ---------------------------------------------------------- | ---------------------------------------------------------- | ---------------------------------------------------------- | ---------------------------------------------------------- | -------- |
|                                                            | Ország                                                     | Arany                                                      | Ezüst                                                      | Bronz                                                      | Összesen |
| 1.                                                         | Oroszország (RUS)                                          | 1                                                          | 0                                                          | 0                                                          | 1        |
| 1.                                                         | Németország (GER)                                          | 1                                                          | 0                                                          | 0                                                          | 1        |
|                                                            |                                                            |                                                            |                                                            |                                                            |          |
| 3.                                                         | Litvánia (LTU)                                             | 0                                                          | 1                                                          | 1                                                          | 2        |
| 3.                                                         | Nagy-Britannia (GBR)                                       | 0                                                          | 1                                                          | 0                                                          | 1        |
|                                                            |                                                            |                                                            |                                                            |                                                            |          |
| 5.                                                         | Ukrajna (UKR)                                              | 0                                                          | 0                                                          | 1                                                          | 1        |
|                                                            |                                                            |                                                            |                                                            |                                                            |          |
| Összesen                                                   | Összesen                                                   | 2                                                          | 2                                                          | 2                                                          | 6        |

## Érmesek
| A 2008. évi nyári olimpiai játékok érmesei öttusában |                                      |       |                                     |       |                                         |       |
| Versenyszám                                          | Arany                                | Arany | Ezüst                               | Ezüst | Bronz                                   | Bronz |
| Férfi egyéni                                         | Andrej Moiszejev · Oroszország (RUS) | 5632  | Edvinas Krungolcas · Litvánia (LTU) | 5548  | Andrejus Zadneprovskis · Litvánia (LTU) | 5524  |
| Női egyéni                                           | Lena Shöneborn · Németország (GER)   | 5792  | Heather Fell · Nagy-Britannia (GBR) | 5752  | Viktorija Terescsuk · Ukrajna (UKR)     | 5672  |

## Magyar részvétel
- Horváth Viktor 19. 5272
- Vörös Zsuzsanna 20. 5300
- Gyenesei Leila 24. 5260
- Balogh Gábor 32. 5064